# Alcippe
Alcippe (česky timálie, toto jméno je však užíváno pro větší množství různých rodů) je rod pěvců z monotypické čeledi Alcippeidae. Tito ptáci se přirozeně vyskytují v lesních a křovinatých stanovištích orientální oblasti, především jihovýchodní Asie.
Timálie rodu Alcippe představují menší pěvce bez výrazného pohlavního dimorfismu. Na délku měří 12,5–16,5 cm, tělesná hmotnost se uvádí v rozsahu 13,2–18,3 g. Zbarvení je relativně nevýrazné, svrchní partie jsou hnědé nebo olivově šedé, spodní partie hnědobílé. Okolo oka se často rozprostírá bělavý kroužek, hnědou či šedou korunu mohou na bocích zdobit načernalé proužky.

## Systematika
Za popisnou autoritu rodu Alcippe je pokládán anglický přírodovědec Edward Blyth (1844). Jméno odkazuje na antickou postavu Alkippy, potomka boha Aréa a Aglaury, dcery mytického krále Kekropa.
IOC World Bird List (v14.1 aktuální k březnu 2024) uvádí v rámci rodu Alcippe následující druhy:
- Alcippe brunneicauda (Salvadori, 1879) – timálie šedobřichá
- Alcippe davidi Styan, 1896
- Alcippe fratercula Rippon, 1900
- Alcippe grotei Delacour, 1936
- Alcippe hueti David, 1874
- Alcippe morrisonia Swinhoe, 1863 – timálie jünnanská
- Alcippe nipalensis (Hodgson, 1837) – timálie vysokohorská
- Alcippe peracensis Sharpe, 1887 – timálie malajská
- Alcippe poioicephala (Jerdon, 1841) – timálie šedotemenná
- Alcippe pyrrhoptera (Bonaparte, 1850) – timálie hnědočervená

Rod Alcippe, jehož zástupci se v anglojazyčné literatuře označovali jako „fulvettas“, historicky představoval nepřirozený, polyfyletický taxon. Někteří jeho bývalí zástupci jsou v současné systematice řazeni do odlišných rodů i odlišných čeledí (rody Lioparus a Fulvetta v čeledi Paradoxornithidae, rod Schoeniparus v čeledi Pellorneidae).
Samotná čeleď timáliovitých (Timaliidae) představovala problematický, tzv. sběrný taxon. Molekulárně-fylogenetické studie nakonec vedly k vyprofilování několika monofyletických linií dělených do samostatných čeledí. Rod Alcippe byl klasifikován v rámci samostatné čeledi Leiothrichidae. Studie Cai & kol. (2019) pro tuto linii vytyčila samostatnou čeleď Alcippeidae, již kladou do příbuzenstva čeledi Leiothrichidae, resp. Pellorneidae (oddělených od timáliovitých v širším smyslu). Odhadovaná doba divergence sahá na základě výsledků studie do miocenní epochy.